# رون فرنز
رون فرنز (به انگلیسی: Ron Frenz) (متولد ۱ فوریهٔ ۱۹۶۰) یک نویسنده و قلم زن در زمینهٔ کتاب‌های کامیک آمریکایی است. وی بیشتر برای فعالیتش در انتشارات مارول کامیکس مخصوصاً در داستان‌های مرد-عنکبوتی شگفت‌انگیز و ثور شناخته می‌شود.